# Теннис на летних Олимпийских играх 1920
Теннисный турнир летних Олимпийских игр 1920 года проходил с 16 по 24 августа в Антверпене (Бельгия). Впервые в истории олимпийских теннисных турниров в рамках одной Олимпиады проводились состязания во всех пяти разрядах — женском и мужском одиночном, женском, мужском и смешанном парном.

## Турнир
В мужских соревнованиях Олимпиады-20 участвовал 41 теннисист из 14 стран, представительство женщин было более скромным — 18 участниц из семи стран. В олимпийском турнире не принимали участия теннисисты из Германии и других Центральных держав (не допущенных к первым после мировой войны Олимпийским играм) и США (в связи с тем, что параллельно с Олимпиадой проходил национальный чемпионат США, на котором были заняты все сильнейшие американские игроки). 
Соревнования проходили на кортах Берсхотского теннисного клуба. В женских соревнованиях блистала француженка Сюзанн Ленглен, в 20 лет находившаяся на пике формы и за весь одиночный турнир отдавшая соперницам только четыре гейма. В финале мужского турнира встретились два малоизвестных левши — южноафриканец Луис Реймонд и японец Ития Кумагаэ. Но главным событием мужской части соревнований стал растянувшийся на полтора дня и шесть часов игрового времени матч второго круга между Гордоном Лоу из Великобритании и греком Андреасом Зерлендтисом. Британец выиграл первый сет 14:12, после чего матч был отложен на следующее утро; второй сет, длившийся полтора часа, выиграл грек, а после обеда были сыграны ещё три сета. Лоу в итоге проиграл в четвертьфинале ещё одному южноафриканцу — двукратному чемпиону Стокгольмской олимпиады Чарльзу Уинслоу, ставшему затем бронзовым призёром.
Хозяева соревнований, не блеснувшие в одиночном разряде, достойно выступили в парах. В женском парном разряде они заняли четвёртое и пятое места, а в смешанных парах два местных тандема разделили пятое место.

## Победители и призёры
Две спортсменки — Сюзанн Ленглен из Франции и Кэтлин Маккейн из Великобритании — завоевали медали во всех трёх разрядах, в которых выступали: Ленглен победила в женском одиночном разряде и миксте и осталась третьей в женских парах, а Маккейн получила по одной медали каждого достоинства: «золото» в женском парном разряде, «серебро» в смешанном парном и «бронзу» в одиночном. Ещё четыре спортсмена — Максвелл Вуснам и Дороти Холмен из Великобритании, Макс Декюжи из Франции и Ития Кумагаэ из Японии — завоевали по две медали. В общей сложности в отсутствие участников из США и Германии британцы и французы завоевали 10 из 15 медалей теннисного турнира, а ещё по две достались южноафриканцам и японцам.
| Категория                 | Золото                                              | Серебро                                           | Бронза                                          |
| Женщины. Одиночный разряд | Сюзанн Ленглен Франция                              | Дороти Холмен Великобритания                      | Кэтлин Маккейн Великобритания                   |
| Женщины. Парный разряд    | Великобритания · Кэтлин Маккейн · Винифред Макнейр  | Великобритания · Джеральдин Бимиш · Дороти Холмен | Франция · Элизабет д'Айен · Сюзанн Ленглен      |
| Мужчины. Одиночный разряд | Луис Реймонд ЮАС                                    | Ития Кумагаэ Япония                               | Чарльз Уинслоу ЮАС                              |
| Мужчины. Парный разряд    | Великобритания · Максвелл Вуснам · Освальд Тёрнбулл | Япония · Сэйитиро Касио · Ития Кумагаэ            | Франция · Пьер Альбарран · Макс Декюжи          |
| Смешанный парный разряд   | Франция · Сюзанн Ленглен · Макс Декюжи              | Великобритания · Кэтлин Маккейн · Максвелл Вуснам | Чехословакия · Милада Скрбкова · Ладислав Жемла |

### Командный зачёт
| Команда        | Золото | Серебро | Бронза | Итого |
| -------------- | ------ | ------- | ------ | ----- |
| Великобритания | 2      | 3       | 1      | 6     |
| Франция        | 2      | 0       | 2      | 4     |
| ЮАС            | 1      | 0       | 1      | 2     |
| Япония         | 0      | 1       | 1      | 2     |
| Чехословакия   | 0      | 0       | 1      | 1     |